# Who Are the DeBolts? And Where Did They Get Nineteen Kids?
Who Are the DeBolts? And Where Did They Get Nineteen Kids? è un documentario del 1977 diretto da John Korty vincitore del premio Oscar al miglior documentario.